# Directori militar de Primo de Rivera

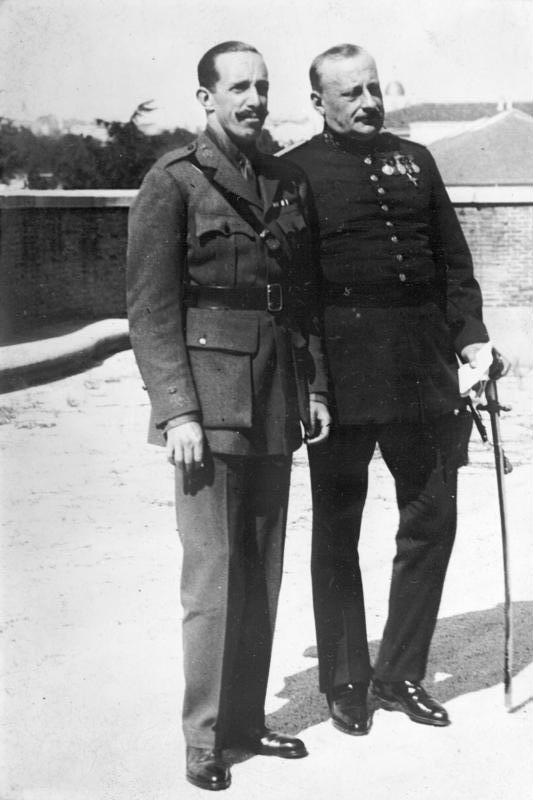
Alfons XIII al costat del general Miguel Primo de Rivera després del seu nomenament com a Cap del Govern i President del Directori militar

El Directori militar de Primo de Rivera constitueix la primera etapa de la Dictadura de Primo de Rivera instaurada a Espanya durant el regnat d'Alfons XIII després del triomf del cop d'estat del 23-25 de setembre de 1923. Directori militar va ser el nom que es va donar a la institució integrada exclusivament per militars (vuit generals i un contraalmirall) que sota la presidència del general Primo de Rivera havia d'assessorar-lo en les funcions de govern i en la promulgació dels decrets que tindrien força de llei —les Corts electes a l'abril de 1923 van ser clausurades. Al desembre de 1925 el Directori militar va ser substituït per un govern en el qual hi havia militars i civils presidit també per Primo de Rivera, que serà conegut com a Directori civil, i que constitueix la segona i última etapa d'aquesta dictadura que va finir el gener de 1930.
El règim del Directori militar, com altres règims militars corporatius instaurats a Europa oriental i meridional en el període d'entreguerres, es va diferenciar del feixisme —establert a Itàlia després de la marxa sobre Roma d'octubre de 1922— en ser un sistema de partit únic però tutelat des del poder i que l'aparell de l'Estat va seguir controlat per les velles classes dominants que només permetien uns canvis limitats. No obstant això, segons l'historiador Eduardo González Calleja, «la dictadura primorriverista també va guardar algunes semblances amb el feixisme», com el corporativisme.
Durant aquesta primera etapa la dictadura va obtenir dos grans èxits: la solució del problema del Marroc (inclòs l'assumpte de les responsabilitats a les quals se'ls va donar carpetada) i el restabliment de l'ordre públic a Catalunya (dues qüestions en les quals havia naufragat la «vella política» dels partits del torn). Encarrilats aquests dos problemes, la «dictadura amb rei», com l'ha denominat l'historiador Santos Juliá, es va plantejar la seva continuïtat amb la fundació d'un règim polític nou, de tipus autoritari, basat en un partit únic —la Unión Patriótica— a la manera de la Itàlia feixista.

## El naixement del Directori militar

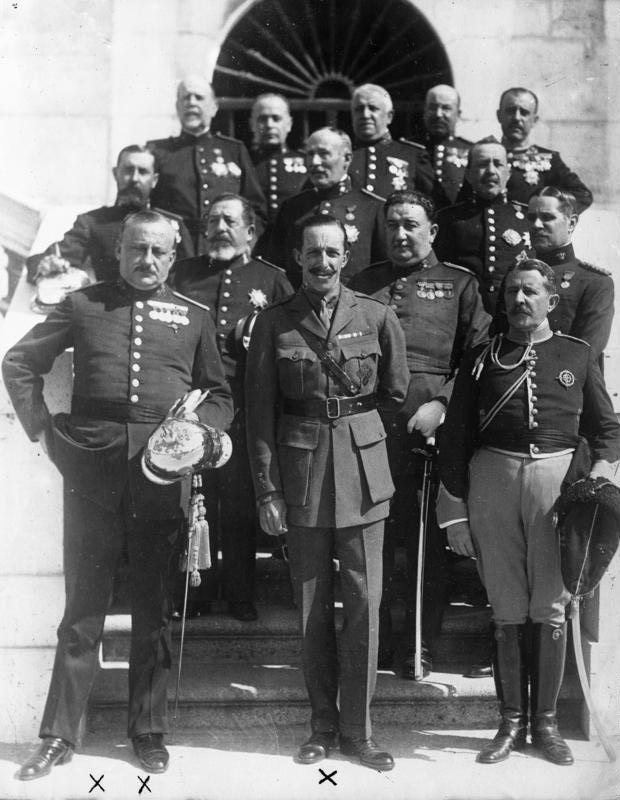
D'esquerra a dreta (en negreta els generals membres del Directori militar i entre parèntesis el número de la regió militar que representen; en cursiva, els quatre generals membres del Quadrilàter)
el General Primo de Rivera, el rei Alfons XIII, i el general José Cavalcanti de Alburquerque,
- el general Antonio Mayandia Gómez (5a.), el general Federico Berenguer Fusté i general Leopoldo Saro Marín,
- el general Antonio Dabán Vallejo, el general Francisco Ruiz del Portal (7a.) i el general Luis Navarro y Alonso de Celada (3a),
- el general Luis Hermosa y Kith (2a.), el general Dalmio Rodríguez Pedré (4a.), el general Adolfo Vallespinosa Vior (1a.), el general Francisco Gómez-Jordana Sousa (6a.), i el general Mario Muslera y Planes (8a.)

Des del desastre del 1898 es va produir a Espanya una creixent interferència de l'exèrcit en la vida política. Dos moments claus d'aquesta actitud pretoriana de l'Exèrcit van ser els  Fets del ¡Cu-Cut! de 1905 —l'assalt per oficials de la guarnició de Barcelona de la redacció i els tallers d'aquesta publicació satírica nacionalista en resposta a una vinyeta sobre l'exèrcit— i que va conduir a la Llei de Jurisdiccions de 1906, i la crisi espanyola de 1917 en la qual van cobrar un especial protagonisme les autodenominades Juntes de Defensa, integrades exclusivament per militars. La culminació d'aquest procés va ser el cop d'estat de Primo de Rivera del 13 de setembre de 1923, que es considera la primera intervenció corporativa de les Forces Armades, que a diferència dels pronunciaments del segle xix, va donar naixement al «primer règim autènticament pretorià de la història espanyola –el Directori militar-, que va traslladar els valors i les actituds de l'Exèrcit al conjunt de la vida pública».
Quan el 15 de setembre de 1923 es van reunir Primo de Rivera i el rei Alfons XIII al Palacio d'Orient van acordar una fórmula que guardés les aparences de la legalitat constitucional. Primo de Rivera va ser nomenat «Cap del Govern» i «ministre únic», assistit per un Directori militar, format per vuit generals i un contraalmirall.
La Gaseta de Madrid de l'endemà va publicar el Reial decret, signat pel rei i confirmat pel ministre de Gracia i Justícia Antonio López Muñoz, de nou per guardar l'aparença de legalitat, que deia: «Vinc a nomenar Cap del Govern al Tinent General D. Miguel Primo de Rivera i Orbaneja, Marquès de Estella». En el mateix número de la Gaseta de Madrid del 16 de setembre apareixia el primer reial decret que Primo de Rivera havia presentat a la signatura al rei, pel qual es creava un Directori militar presidit per ell i que tindria «totes les facultats, iniciatives i responsabilitats inherents a un Govern en conjunt, però amb una signatura única» i que es proposava «constituir un breu parèntesi en la marxa constitucional d'Espanya». En la seva «Exposició», que va ser difosa per la premsa sota el titular «Un decret històric», que exposava:
| « | Exposició Senyor: Nomenat per La vostra Majestat amb l'encàrrec de formar govern en moments difícils per al país, que jo he contribuït a provocar inspirant-me en els més alts sentiments patris, seria covarda deserció vacil·lar en l'acceptació del lloc que porta amb si tantes responsabilitats i obliga a tan fatigós i incessant treball. Però La vostra Majestat sap bé que ni jo, ni les persones que amb mi han propagat i proclamat el nou règim, ens creiem capacitats per a l'acompliment concret de les carteres ministerials, i que era i segueix el nostre propòsit constituir un breu parèntesi en la marxa constitucional d'Espanya, per establir-la tan aviat com oferint-nos el país homes no contagiats dels vicis que a les organitzacions polítiques imputem, puguem nosaltres oferir-los a La vostra Majestat perquè es restableixi aviat la normalitat. Per això em permeto oferir a La vostra Majestat la formació d'un Directori militar, presidit per mi, que sense l'adjudicació de carteres ni categories de ministres, tingui totes les facultats, iniciatives i responsabilitats inherents a un Govern en conjunt, però amb una signatura única, que jo sotmetré a La vostra Majestat; per la qual cosa haig de ser l'únic que davant La vostra Majestat i el notari major del Regne, i amb tota unció i patriotisme que el solemne acte requereix, clavi el genoll en terra davant els Sants Evangelis, jurant lleialtat a la Pàtria i al Rei i al propòsit de restablir l'imperi de la Constitució tan aviat La vostra Majestat accepti el Govern que li proposi. Sota aquest aspecte, Senyors, ens ha rebut el país amb clamorós acolliment i confortable esperança; i creiem un deure elemental modificar l'essència de la nostra actuació, que no pot tenir davant la Història i la Pàtria una altra justificació que el desinterès i el patriotisme. Madrid, 15 de setembre de 1923. Senyor: A.L.R.P. de V.M. Miguel Primo de Rivera. | » |

A l'article 1 del Reial decret es conferia a Primo de Rivera el càrrec de »President del Directori militar encarregat de la Governació de l'Estat, amb poders per proposar-me quants decrets convinguin a la salut pública, els que tindran força de llei». A l'article 2n s'establia que el Directori estaria format pel seu president i vuit generals de brigada, un per cada regió militar, més un contraalmirall de l'Armada. Al 3r que qui passaria a la signatura els decrets seria el president del Directori, «amb facultats de Ministre únic», i «després assessorar-se prèviament del Directori». Al 4è se suprimien els càrrecs de President del Consell de Ministres, Ministres de la Corona i Sotssecretaris, excepte els Sotssecretaris d'Estat i Guerra.
El dia 17 la Gaseta de Madrid va publicar la dissolució del Congrés dels Diputats i de la part electiva del Senat, d'acord amb la facultat que li conferia al rei l'article 32 de la Constitució, encara que amb l'obligació de convocar-los de nou abans de tres mesos. Complert el termini el 12 de novembre els presidents del Congrés i del Senat, Melquiades Álvarez i el comte de Romanones, respectivament, es van presentar davant el rei perquè reunís les Corts, recordant-li que aquest era el seu deuere com a monarca constitucional. La resposta que van rebre va ser llur destitució immediata dels dos càrrecs que ostentaven. Primo de Rivera ho va justificar amb aquestes paraules:
| « | El país no s'impressiona ja amb pel·lícules d'essències liberals i democràtiques; vol ordre, treball i economia. | » |

El 21 de desembre de 1923 es va dur a terme la primera reorganització del Directori que va quedar constituït com una estructura col·legiada, per la qual cosa els generals que ho integraven podien assumir la competència d'una cartera ministerial, que fins llavors havia correspost a Primo de Rivera, com a «ministre únic». També es va restablir el càrrec de sotssecretari, que fins llavors només havia exercit el general Severiano Martínez Anido al Ministeri de Governació, i amb la facultat de participar en les reunions del Directori. Un nou pas cap a la conversió del Directori en un govern de facto es va donar el juny de 1924 quan els membres del Directori van poder signar els decrets lliurats al rei per a la seva aprovació —una facultat que fins llavors havia correspost en exclusiva a Primo de Rivera.

## L'estat d'excepció permanent i el restabliment de la «pau social»

### La militarització de l'ordre públic
El restabliment de l'«ordre», que els revoltats consideraven infringit, va ser l'objectiu més immediat. El mètode expeditiu utilitzat va ser posar aquesta tasca en mans de l'exèrcit, que va «gaudir d'un poder omnímode, no controlat per cap assemblea, lliure de la responsabilitat política exigible a un Govern parlamentari, i potenciat fins a l'arbitrarietat per la suspensió de la Constitució i la virtual desaparició de les normes inherents a les llibertats públiques». D'aquesta forma, conclou González Calleja, la Dictadura va transformar «la vida pública espanyola en un estat d'excepció permanent».
Després de la declaració a tot Espanya de la llei marcial, que es va mantenir fins al final del Directori militar el desembre de 1925, la següent mesura que va dictar Primo de Rivera per la militarització de l'«ordre públic» va ser la substitució de les autoritats provincials i locals (governadors civils, alcaldes, presidents de les diputacions) per militars —a partir d'abril de 1924 els governadors provincials seran substituïts progressivament per personal civil, encara que algunes de les seves funcions més importants, com la censura o l'ordre públic, van romandre en mans d'autoritats militars. Després va atribuir a la jurisdicció militar els «delictes polítics» (inclosos el d'ostentar banderes no nacionals o utilitzar en actes oficials llengües no castellanes) i bona part dels delictes comuns com el robatori a mà armada en comerços i bancs, la manipulació d'explosius, els de traïció i lesa majestat.
Els encarregats d'aplicar la política d'ordre públic van ser els seus dos màxims responsables durant els anys més foscos del pistolerisme a Barcelona: el que fou governador civil, general Severiano Martínez Anido, nomenat sotssecretari del Ministeri de Governació; i el que fou el seu cap de policia, el general Miguel Arlegui que va ocupar la restablida Direcció general de Seguretat, de la qual depenien els Cossos de Vigilància i Seguretat. D'altra banda la Guàrdia Civil va recuperar la seva tradicional autonomia, i els governadors civils no van tenir comandament sobre ella.
La declaració de la llei marcial i la resta de mesures de militarització de l'ordre públic i de restricció dels drets i llibertats van aconseguir reduir el nombre d'atemptats —va haver-hi 51 atemptats entre 1923 i 1928, enfront dels 1.259 de 1919-1923— i es va reduir el nombre de vagues, encara que es va deure també al creixement econòmic que es va viure en els Els feliços anys vint.

### El Sometent
Una altra de les decisions del Directori que també va tenir a veure amb l'ordre públic, i una de les primeres que va acordar, va ser un reial decret de 17 de setembre, pel qual es va estendre la institució catalana del Sometent a totes les províncies d'Espanya. Segons el Reial decret el Somatén Nacional, que va ser el nom oficial que va rebre, seria reclutat en el termini d'un mes pels capitans generals, quedant al comandament d'un General de Brigada. Al Decret, Primo de Rivera explicava que el Sometent no només era una força auxiliar per al manteniment de l'ordre públic sinó també un «esperó dels esperits» per estimular la col·laboració ciutadana amb el nou règim. A pesar que Primo de Rivera en un discurs pronunciat davant Mussolini el 21 de novembre de 1923 va pretendre equiparar-ho amb els «camises negres» feixistes, el Sometent «era un cos armat de burgesos d'ordre, creat des de, per i per al poder», encara que també s'hi van integrar obrers procedents dels Sindicats Lliures. Com va dir Primo de Rivera, el Sometent «té per lema pau, justícia i ordre, que són els tres postulats de la veritable democràcia».
Per estimular l'allistament dels homes majors de 23 anys i impulsar el suport social a la institució es van organitzar innombrables actes cívics, tots seguint un mateix ritual. El Sometent va tenir un notable protagonisme en la policia dels bons costums i s'ocupava d'establir un determinat comportament cívic burgès conservador, amb un fort component religiós. En la pràctica es pot diferenciar entre el Sometent rural, dirigit a la repressió dels delictes comuns, com els furts, del Sometent urbà que actuava sota la tutela de l'exèrcit i la policia en la repressió dels anomenats «delictes socials», com les vagues. No obstant això, el Sometent progressivament es va convertir en «un simple adorn coreogràfic dels fastos del règim, desfilant amb els seus distintius, armament i banderes a tota festa o commemoració oficial que requerís la seva presència», afirma González Calleja.

### Restricció dels drets i llibertats: la censura
Amb la Constitució de 1876 suspesa van quedar sense efecte les garanties dels drets i llibertats. Una de les quals va ser sotmesa a un control més estret va ser la llibertat d'expressió. El mateix dia del nomenament del Directori militar, el 15 de setembre de 1923, es va establir la més estricta censura de premsa: «quedava prohibida gairebé qualsevol crítica al govern, els seus homes o les seves institucions; l'al·lusió a tota mesura persecutòria desencadenada per la Dictadura contra els seus presumptes enemics; l'apologia de qualsevol tendència regionalista; la notícia de la declaració de vagues i del seu desenvolupament, d'alteracions d'ordre públic, atracaments, crims, escàndols, pornografia o xantatges; el comentari dels problemes de subsistències, combustibles o comunicacions; la informació detallada dels consells de guerra o de temes militars referents al Marroc o Tànger; els atacs, bromes, ironies o caricatures sobre persones o governs estrangers; la inserció d'articles sobre la situació a Rússia (en canvi, el feixisme va gaudir d'un comprensible tracte de favor) o el comentari de notícies sobre la Societat de Nacions contràries als interessos espanyols». Les sancions als quals infringissin aquestes normes podien anar des d'una multa de 250 pessetes a la suspensió de la publicació. Van ser nombrosos els diaris subjectes a multes o suspensions, especialment l'Heraldo de Madrid, «el diari més perseguit pel règim», i varen aparèixer espais en blanc a les seves pàgines o ratlles negres eliminant paràgrafs sencers. D'aquesta forma els periòdics van deixar de ser òrgans d'opinió. Una prova de l'impacte que va tenir la censura és el fet que els 41 diaris que es publicaven a Madrid el 1920 passessin a 16 l'últim any de la Dictadura.
El 1924 es va centralitzar el control dels periòdics en l'Oficina d'Informació i Censura, presidida inicialment pel coronel Pedro Rico Parada, que l'any següent va passar a ser el director del diari La Nación, l'òrgan de la Unión Patriótica, i més tard pel tinent coronel Eduardo López Vidal, que va escriure articles sota el pseudònim de Celedonio de l'Església.
Un altre dels drets que va ser seriosament limitat va ser el dret de reunió en haver-se declarat la llei marcial. A més el govern podia traslladar a jutges i a funcionaris judicials el que va deixar sense efecte la separació de poders i la independència del poder judicial, amb la consegüent indefensió de les persones físiques i jurídiques enfront dels actes de l'Administració.

### Repressió de l'anarconsindicalisme
Als pocs dies de consumar el cop d'estat el nou Directori militar va definir quina seria la seva política respecte de les organitzacions obreres: «Associacions obreres, sí, per a finalitats de cultura, de protecció i del mutualisme i, fins i tot, de sana política, però no de resistència i pugna amb la producció». L'aplicació d'aquest principi explica en gran manera el diferent tracte que van rebre l'anarcosindicalista CNT i la socialista UGT. Primo de Rivera va intentar atreure els socialistes, provocant una divisió en el seu si entre els partidaris de la col·laboració amb la Dictadura, encapçalats per Julián Besteiro, Francisco Largo Caballero i Manuel Llaneza, i els contraris, liderats per Indalecio Prieto i Fernando de los Ríos. Va guanyar la postura dels primers i els socialistes es van integrar en el Consell de Treball a conseqüència de l'absorció per aquest nou organisme de l'Institut de Reformes Socials, i fins i tot Largo Caballero va formar part del Consell d'Estat, la qual cosa va provocar la dimissió de Prieto de l'executiva del PSOE. En canvi, la política de la Dictadura respecte de la CNT va ser una repressió implacable.
Les primeres mesures que va prendre el Directori militar van estar encaminades a controlar als Sindicats Únics de la CNT, dominants a Catalunya, en exigir que presentessin els seus estatuts, registres i llibres de comptabilitat, la qual cosa també va servir de coartada per tancar seus societàries i empresonar i bandejar sense judici als seus dirigents, valent-se les autoritats militars dels poders que els conferia la declaració de la llei marcial. Davant aquesta pressió, moltes organitzacions obreres, com la Federació local barcelonina de la CNT, van optar per passar a la clandestinitat. A Sevilla van ser detinguts i bandejats Pedro Vallina i diversos membres més del Comitè Nacional de la CNT, que s'havia traslladat a aquesta ciutat andalusa l'agost de 1923. Una de les conseqüències de la «virtual clandestinitat en què estava sumida la direcció cenetista» va ser la seva radicalització.
El maig de 1924, aprofitant l'oportunitat que li va brindar l'assassinat del botxí de Barcelona el 7 de maig, la Dictadura va prohibir els Sindicats Únics —i el diari de la CNT Solidaritat Obrera va ser tancat—, la qual cosa va suposar l'enfonsament de la CNT, especialment a Catalunya on estava molt afeblida a causa de l'acció dels Sindicats Lliures, la brutal repressió, el pistolerisme i les pugnes internes dels "anys de plom" (1919-1923). El mes següent, juny de 1924, era detingut el nou Comitè Nacional de CNT establert a Saragossa, «El que va impedir de forma permanent el funcionament regular del sindicat a escala nacional».

## L'«arrabassament del caciquisme»
Primo de Rivera es va considerar a si mateix el «cirurgià de ferro» que havia d'aconseguir l'«arrabassament del caciquisme» del que havia parlat Joaquín Costa a principi de segle. La retòrica regeneracionista impregnava el Manifest amb el qual Primo de Rivera va justificar el cop d'estat i pocs dies després declarava a la premsa:
| « | Anem a veure el que nou homes de bona voluntat, treballant intensament durant nou o deu hores diàries, poden fer a l'espai de noranta dies. | » |

Juntament amb el restabliment de la pau social, l'altre gran objectiu assignat a les noves autoritats militars provincials i locals va ser «regenerar» la vida pública desmantellant les xarxes caciquistes, una vegada que la oligarquia dels «polítics del torn» ja havia estat desallotjada del poder –a més es va crear una Junta militar especial que dilucidaria les presumptes irregularitats comeses per diputats i senadors en els últims cinc anys-. Els nous governadors civils, tots ells militars, van ser encarregats d'investigar els casos de corrupció, admetent-se al principi les denúncies anònimes, i per auxiliar als governadors es van nomenar en cada partit judicial delegats governatius, també militars –més de vuit-centes corporacions locals van ser investigades i es van incoar més de cent expedients per haver-se detectat irregularitats en elles; 152 secretaris d'ajuntament van ser destituïts-.

### Els delegats governatius
La nova figura del delegat governatiu va ser creada per un Reial decret de 20 d'octubre de 1923 en l'article primer del qual es deia:
| « | Per cada cap de partit judicial, i com a delegats dels governadors civils de les províncies, es designarà un cap o capità de l'exèrcit, que informarà a aquells de les deficiències funcionals dels Ajuntaments que constitueixin el partit judicial corresponent, proposant els remeis adequats i impulsant als pobles els corrents de la nova vida ciutadana. | » |

No obstant això, a la pràctica la mesura de nomenar els delegats governatius va ser "poc efectiva" perquè entre ells "també es van donar casos de corrupció" "i fins i tot alguns es van convertir en autèntics cacics". Van ser criticats fins i tot pels mateixos polítics de la Dictadura, com José Calvo Sotelo, que va escriure que sovint van convertir les seves demarcacions en regnes de taifas, vedat exempt que ells regien al seu antull, en detriment de l'autoritat del governador civil, sobretot quan el que posseïa el càrrec era un civil. El republicà Eduardo Ortega y Gasset va anar més lluny quan va dir que Espanya es trobava així subjugada a un règim similar al del protectorat africà, ja que la missió dels delegats governatius no era diferent de la dels administradors de la cabiles marroquines. També van ser criticats per les autoritats locals, entre altres raons, perquè part del salari, l'allotjament i despeses de representació eren a càrrec de les arques municipals i perquè abusaven de les seves competències. Per tot això el Directori va decidir reduir les seves funcions i el seu nombre, passant el gener de 1925 de 426 a 138, i se'ls va posar sota les ordres estrictes dels governadors civils (el 1927 van quedar reduïts a 72, que treballaven com a assessors dels governadors civils).

### L'Estatut Municipal de 1924 i l'Estatut Provincial de 1925
La reforma política a nivell local va culminar amb la promulgació de l'Estatut Municipal de 1924, impulsat pel llavors director general d'Administració Local, l'antic maurista José Calvo Sotelo. Al preàmbul de l'Estatut es deia que «l'Estat per ser democràtic ha de recolzar-se en municipis lliures», però els alcaldes van seguir sent designats pel govern, i no triats pels veïns.
Un altre pas en l'«arrabassament del caciquisme» va ser la dissolució de les diputacions provincials el gener de 1924, a excepció de les del País Basc i de Navarra. Els governadors civils van quedar encarregats de nomenar els nous membres entre professionals liberals i empresaris, la qual cosa va provocar la desafecció dels membres de la Lliga Regionalista encapçalats per Josep Puig i Cadafalch, que al principi havia cregut en la bona voluntat regionalista de Primo de Rivera, ja que els designats per a les quatre diputacions catalanes, com per als ajuntaments, van ser espanyolistes, procedents en la seva majoria de la Unión Monárquica Nacional.
No obstant això, segons Eduardo González Calleja, «la Dictadura no va aconseguir erradicar el caciquisme, sinó canviar els titulars dels feus». A més, a pesar que «les seves decisions van tenir un important ressò propagandístic que va permetre apuntalar la popularitat del règim», «el caràcter intervencionista del conjunt de la política dictatorial va incrementar la burocràcia, i amb ella el tracte de favor als afins, l'acumulació abusiva de càrrecs i les compensacions salarials amb despeses de representació, bons, etc. No es va aconseguir, en definitiva, una autèntica reforma de l'administració local o provincial, sinó la pervivència d'actituds clientelars maquillades amb mesurades cosmètiques de caràcter disciplinari contra les actuacions corruptes o antipatriòtiques més flagrants». En realitat, «la raó fonamental de la crisi del caciquisme durant el període de la Dictadura va ser la marginació del poder durant tant temps dels partits del torn», encara que molts cacics van trobar refugi en el partit únic de la Dictadura, la Unió Patriòtica.

## Infraestructures
L'any 1926 s'aprovà l'anomenat Pla de Ferrocarrils d'Urgent Construcció, conegut per Pla Guadalhorce per Rafael Benjumea Burín, conde de Guadalhorce, el ministre que l'impulsà. Aquest pla preveia la construcció de milers de quilòmetres de noves línies fèrries que haurien de millorar les comunicacions de Madrid amb la resta de la península i França.

## Les relacions amb l'Església
En el projecte regeneracionista de Primo de Rivera la religió catòlica exercia un paper molt important, per aquest motiu des del primer moment va proclamar la defensa dels interessos morals i materials de l'Església, com es va poder comprovar en el discurs ultramontà que va pronunciar el rei Alfons XIII el novembre de 1923 davant el papa Pío IX a Roma:
| « | Si un dia… la fe exigís als catòlics els majors sacrificis; i si, en defensa de la perseguida, nou Urbà II, aixequéssiu una Croada contra els enemics de la nostra santa religió, Espanya i el seu rei, fidelíssims als vostres mandats, mai desertaran del lloc d'honor que les seves glorioses tradicions assenyalen | » |

Una de les primeres mesures que va prendre Primo de Rivera va ser renunciar el març de 1924 a la intervenció de l'Estat en el nomenament dels bisbes de les diòcesis espanyoles, una prerrogativa —el Real Patronat — que sempre havien exercit els governs de la Restauració. El resultat va ser que les seus vacants van ser ocupades per bisbes integristes, entre els quals va destacar Pedro Segura que amb només 46 anys va ocupar la seu prevalguda de Toledo i el 1927 va ser nomenat cardenal. L'únic conflicte que va tenir la Dictadura amb l'Església catòlica va ser amb motiu de la resistència dels bisbes catalans, encapçalats per l'arquebisbe de Tarragona, Francesc Vidal i Barraquer, i pel bisbe de Barcelona Josep Miralles, a ordenar els rectors que prediquessin en castellà.